# Volotea
Volotea è una compagnia aerea a basso costo spagnola con sede a Barcellona, in Spagna, e con basi in Spagna, Italia e Francia.

## Storia
Volotea è stata creata, attraverso la società Alaeo S.L., dai fondatori di Vueling, Carlos Muñoz e Lázaro Ros. Il nome "Volotea" deriva dal verbo spagnolo "revolotear", che significa "volare in giro". Ha iniziato le operazioni il 5 aprile 2012, dall'aeroporto di Venezia-Marco Polo.
L'azienda è sostenuta da tre fondi privati, due dei quali europei (Axis Participaciones Empresariales e Corpfin Capital) e un terzo statunitense (CCMP Capital); il presidente di quest'ultimo, Greg Brenneman, già presidente e COO della ormai chiusa Continental Airlines, è presidente del consiglio di amministrazione di Volotea.
L'azienda ha raccolto oltre 50 milioni di euro prima dell'inizio delle operazioni. US CCMP Capital Partners detiene il 49% dei diritti, Axis e Corpfin Capital il 25%, Muñoz e Ros il 26%.
Come aerei della sua flotta, dopo aver studiato il Bombardier CRJ1000 e l'Embraer E-195 nel 2011, Volotea ha selezionato il Boeing 717 dopo che Southwest Airlines aveva acquisito AirTran e dismesso la sua flotta 717. Boeing ha annunciato il 15 febbraio 2012 di aver firmato un contratto di locazione a lungo termine con Volotea per un numero non divulgato di Boeing 717. Nel marzo 2015 è stato annunciato che Volotea avrebbe ricevuto altri quattro 717 da Blue1. Tuttavia, nel novembre 2015 Volotea ha annunciato l'intenzione di eliminare gradualmente la sua flotta 717 e sostituirla con aerei della famiglia Airbus A320.
Volotea ha aperto 90 rotte nel primo anno, di cui 40 chiuse nei primi due anni; ha gestito quasi 300 rotte nell'estate 2018, comprese 220 aperture. La compagnia aerea è redditizia dal 2014. Si stima che di tutti i passeggeri il 50% siano viaggiatori di piacere, il 35% in visita ad amici e parenti e il 15% viaggiatori d'affari.
A causa della crisi costituzionale spagnola del 2017, Volotea ha spostato la sede a Castrillón, nelle Asturie.
A giugno 2018 la compagnia aerea ha trasportato 18 milioni di passeggeri dall'inizio delle operazioni nel 2012.
La compagnia ha completato le operazioni di dismissione del Boeing 717 nel mese di gennaio 2021; era l'ultimo operatore europeo ad avere in flotta questo tipo di aeromobile.
Dal 15 ottobre 2021 ha acquisito per 7 mesi in modalità straordinaria le tratte della continuità territoriale da e verso la Sardegna.

## Flotta

### Flotta attuale

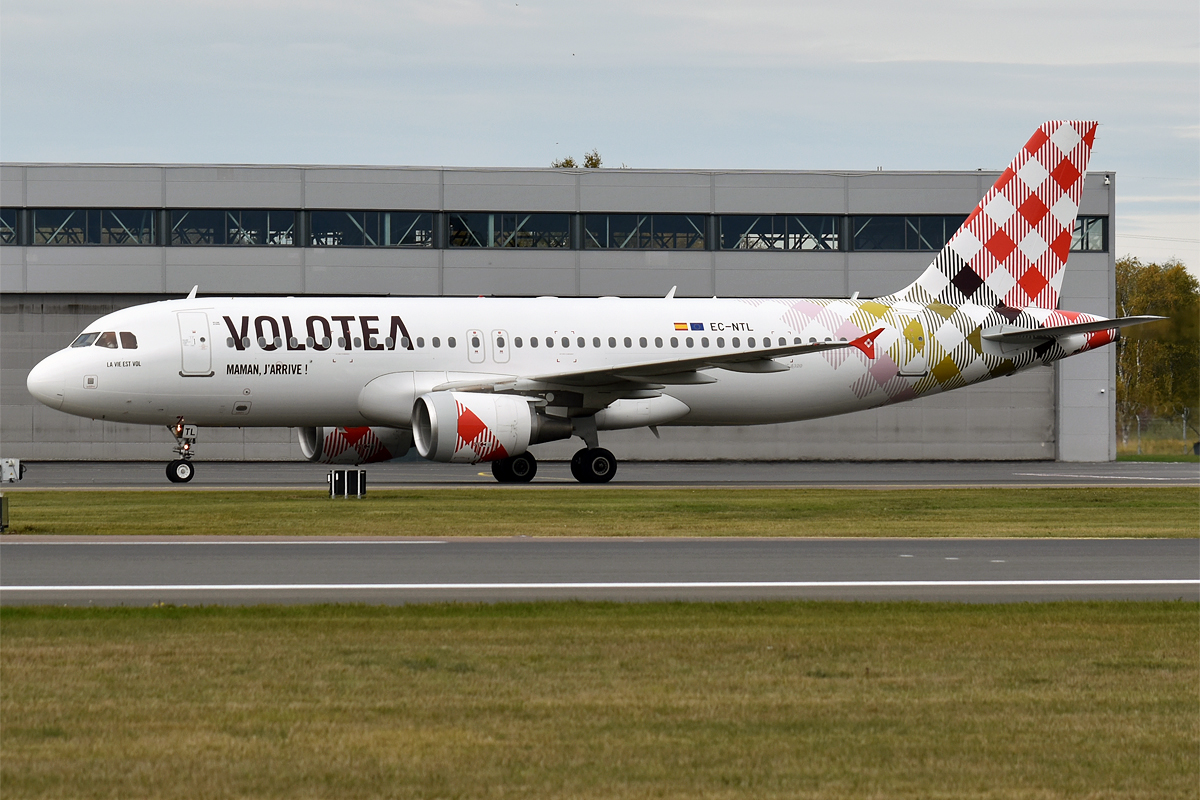
Un Airbus A320-200.

A marzo 2025 la flotta di Volotea è così composta:

### Flotta storica

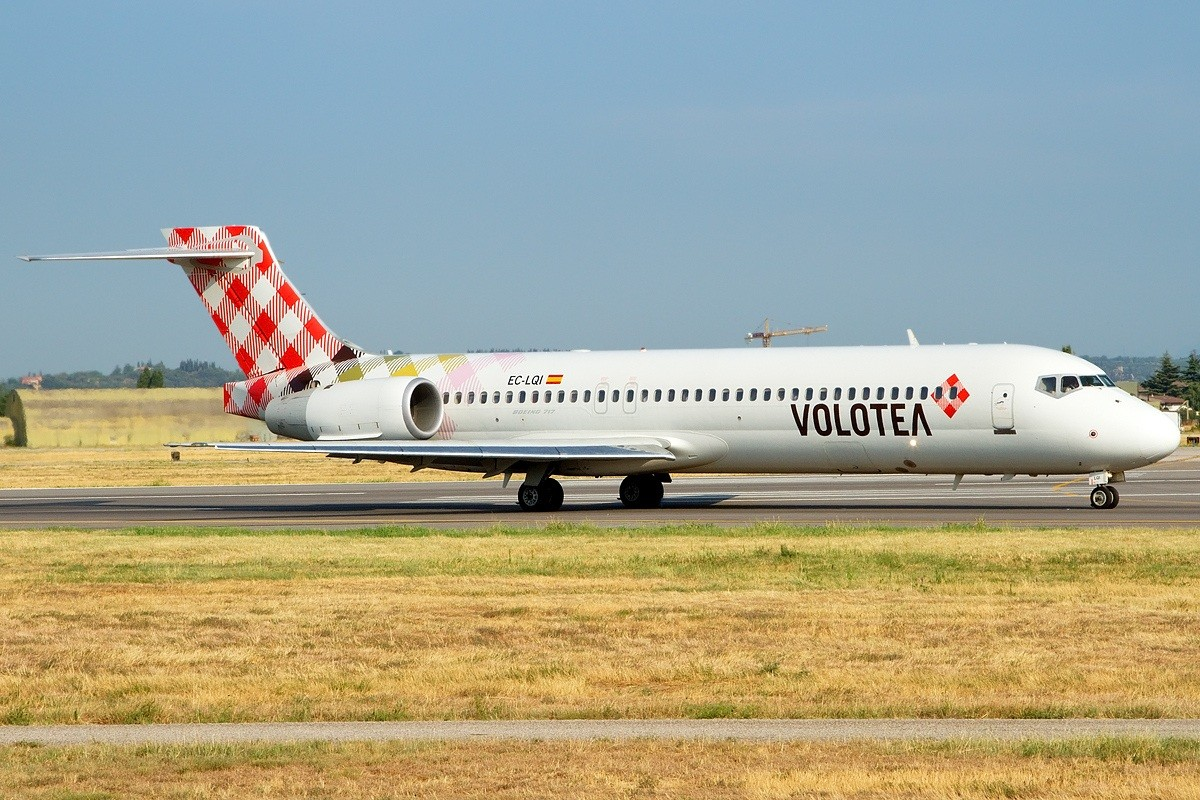
Un Boeing 717.

Tra il 2011 e il 2021 Volotea ha operato, oltre agli Airbus, anche 19 esemplari di Boeing 717, tutti dismessi al 10 gennaio 2021. La compagnia è stata l'ultimo utente di questo modello in Europa.